# Maxthon
Maxthon (se pronunță /ˈmækstən/, cunoscut în trecut ca MyIE2) este un browser pentru sistemul de operare Microsoft Windows. Ultima versiune, Maxthon 3, suportă ambele motoare de randare: WebKit și Trident.
Maxthon a crescut în popularitate începând de la lansarea sa în 2003, mai ales în R.P. Chineză, astfel încât în 2006, Maxthon 2.0 a primit diferite sponsorizări. În ianuarie 2006, dezvoltatorii Maxthon au făcut un parteneriat cu Microsoft în prezentarea pe care au avut-o la Consumer Electronics Show.
Maxthon a câștigat primul său premiu WebWare 100 în 2005. De asemenea, a mai câștigat premiul în 2008 și 2009.

## Istorie
Maxthon este bazat pe MyIE, originalul fiind creat de Changyou, un programator chinez, care dorea să-și particularizeze browserul lui Internet Explorer. Changyou a postat cea mai mare parte a codului pe BBS, înainte de a abandona dezvoltarea programului în anul 2000. Jeff Chen a preluat dezvoltarea și a lansat o nouă versiune, numită MyIE2.
Popularitatea noului MyIE2 acrescut rapid, cu contribuții de la utilizatori din toată lumea în ceea ce privește plugin-urile, skin-urile și îmbunătățirea.
MyIE2 a fost redenumit în Maxthon în 2004. Acesta a primit mai multe donații de la Morten Lund, primul investitor la Skype, precum și de la compania Charles Rivers Ventures.
Pe 10 aprilie 2007 s-a spus că Google a investit 1 milion de dolari în Maxthon. Această veste a fost revocată a doua zi de Chen.
Maxthon a fost unul din cele 20 de browsere prezentate în BrowserChoice.eu de Microsoft pentru utilizatorii de Microsoft Windows din Comunitatea Economică Europeană.

## Funcții
- Interfață cu file
- Salvează filele deschise în caz de închidere neașteptată a programului sau cădere de sistem
- Redeschide filele accidental închise
- AD Hunter - unealtă pentru filtrarea reclamelor, bannerelor web și reclamelor din pagini
- Adobe Flash, applet-uri Java și ActiveX blocker
- Se poate personaliza cu skin-uri (include implicit skin-urile Modern, clasic, IE8, Rythm of lotus, Paper)
- Interfața și filele pot fi particularizate
- Gesturi de mouse programabile
- External utility bar - bară de instrumente ce permite deschiderea programelor externe
- Cititor RSS
- Suportă multe plugin-uri de Internet explorer, cât și plugin-uri proprii (aprox. 1400)
- Suport parțial Gecko (necesită folosirea unei unelte terțe)
- O bară de căutare cu 8 motoare de căutare diferite (ușor de configurat de către utilizator)
- Serviciu de actualizări automat
- Grupuri - abilitatea de a marca și deschide mai multe pagini simultan
- Aliasuri URL - deschide URL-uri prin simpla tastare a unui cuvânt în bara de adrese
- Simple collector - un Notepad pentru culegerea de pasaje de pe diferite site-uri
- Servicii web integrate - ușor configurabile de utilizator, include în mod implicit pagini din cache-ul Google, proxy-uri de la Whois
- Securitate îmbunătățită - chiar dacă o gaură de securitate nu a fost descoperită, maxthon previne răspândirea diferitelor exploit-uri prin rularea în sistem de mai multe procese, browserul separat, UI-ul separat și motoarele de randare separat

Skin-ul IE8 pentru Maxthon ce rulează pe Windows XP (interfața este similară temei Windows Aero Basic din Windows Vista și 7)

### Maxthon 3
Maxthon 3 include ambele motoare de randare trident și Webkit, funcție numită Dual Display Engine. Funcțiile noii versiuni sunt:
- Ad Hunter
- Marcaje online
- Motoarele de randare Trident și Webkit
- Reducerea la tăcere a unei pagini
- Magic Fill
- URL Safery
- Butoanele de Vizualizare clip video în fereastră sau Salvare pentru clipuri video
- Multi Search
- Gesturi de mouse
- Super Drag & Drop
- Smart Address Bar
- Navigare privată
- Fereastră de lucru în alt cont
- Split Screen
- Snap
- Cititor de RSS (Beta)
- Notepad online
- Unealta de traducere
- Sync System
- Customize UI
- URL Short Key și URL Alias
- Enhanced Resource Sniffer

### Maxthon pentru Android
Maxthon a anunțat recent o nouă versiune de Maxthon pentru utilizatorii Android, ce are ca funcții:
- Cititor de feed-uri RSS(Widget)
- Un manager de descărcări cu posibilitatea de trecere în pauză și reluare a descărcării
- Acces Rapid (Quick-Access)
- Super Gesturi